# Insieme statistico
Un insieme statistico, detto anche insieme rappresentativo o ensemble (statistico), è un'astrazione utile per rappresentare matematicamente un sistema fisico in cui non si ha una conoscenza precisa delle condizioni iniziali. 
Immaginiamo allora un numero grandissimo di copie, o repliche, del sistema considerato, in corrispondenza con ogni possibile stato microscopico compatibile con un dato stato macroscopico: ognuna di esse può coincidere, ad un dato istante, con il sistema ﬁsico in oggetto. Questo insieme di copie viene detto insieme statistico relativo al sistema ﬁsico considerato. Ciò che vogliamo studiare è un solo sistema ﬁsico ma non conosciamo quale punto nello spazio delle fasi al tempo {\displaystyle t} lo rappresenti (punto rappresentativo) e siamo costretti a prendere in considerazione tutti i punti compatibili con lo stato macroscopico nella loro totalità. La densità delle copie nello spazio delle fasi è proporzionale alla probabilità che un sistema preparato nelle condizioni (macroscopiche) date si trovi in un intorno del punto dello spazio delle fasi considerato. 
Il concetto di insieme statistico è stato introdotto da L. Boltzmann (1884) e sviluppato da J. W. Gibbs (1902). 
In pratica, il concetto di insieme è una maniera di rappresentare la distribuzione di probabilità di un sistema meccanico nello spazio delle fasi. Indichiamo con {\displaystyle z=(({\vec {p}}_{1},{\vec {r}}_{1}),\ldots ,({\vec {p}}_{N},{\vec {r}}_{N}))} il generico punto dello spazio delle fasi di un sistema di {\displaystyle N} particelle, dove {\displaystyle {\vec {p}}_{i}} e {\displaystyle {\vec {r}}_{i}} sono rispettivamente la quantità di moto e il vettore posizione della particella {\displaystyle i} per {\displaystyle i\in \{1,2,\ldots ,N\}}. Allora il numero {\displaystyle d{\mathcal {N}}} di elementi dell'insieme che si trovano all'istante {\displaystyle t} in una regione di volume {\displaystyle dz} attorno al punto {\displaystyle z} è dato da {\displaystyle d{\mathcal {N}}\propto \rho (z,t)\,dz}, dove {\displaystyle \rho (z,t)} è la densità di probabilità all'istante {\displaystyle t} valutata in {\displaystyle z}. Per il teorema di Liouville, data una qualunque regione {\displaystyle \Omega _{0}} dello spazio delle fasi all'istante {\displaystyle t=t_{0}}, se denotiamo con {\displaystyle \Omega _{t}} la sua evoluta all'istante {\displaystyle t}, cioè la regione formata dalle immagini di tutti i punti di {\displaystyle \Omega _{0}} sotto l'evoluzione del sistema dal tempo {\displaystyle t_{0}} al tempo {\displaystyle t}, si ha che il volume di {\displaystyle \Omega _{t}} è pari al volume di {\displaystyle \Omega _{0}}. Questo implica che la dinamica propria del sistema fa sì che il "fluido" costituito dai punti rappresentativi dell'insieme sia incompressibile. La stessa conclusione viene espressa in termini della distribuzione di probabilità {\displaystyle \rho (z,t)} dall'equazione 
{\displaystyle {\frac {d\rho }{dt}}=\sum _{i}\left[{\frac {d{\vec {p}}_{i}}{dt}}\cdot {\frac {\partial \rho }{\partial {\vec {p}}_{i}}}+{\frac {d{\vec {r}}_{i}}{dt}}\cdot {\frac {\partial \rho }{\partial {\vec {r}}_{i}}}\right]+{\frac {\partial \rho }{\partial t}}=0.}
Una conseguenza di questa equazione è che se {\displaystyle \rho (z)} dipende da {\displaystyle z} solo tramite delle costanti del moto (come l'energia), essa rimane invariante per l'evoluzione del sistema. 
Esempi tipici di insiemi statistici sono: l'insieme microcanonico, l'insieme canonico e l'insieme gran canonico, che rappresentano la distribuzione di un sistema meccanico all'equilibrio termodinamico sotto diverse condizioni, diverse dal punto di vista meccanico, ma indistinguibili termodinamicamente per sistemi abbastanza grandi.